# Café des 2 Moulins
Café des 2 Moulins (česky Kavárna u dvou mlýnů) je kavárna-restaurace na Montmartru v Paříži, kterou proslavil v roce 2001 film Amélie z Montmartru. Restaurace má ve filmu velmi významnou úlohu, neboť hlavní hrdinka zde pracuje jako servírka. Název podniku odkazuje na nedaleký Moulin Rouge a Moulin de la Galette.
Nachází se v 18. obvodu v ulici Rue Lepic č. 15 na rohu s ulicí Rue Cauchois. Po úspěchu filmu se stala turistickou atrakcí a v interiéru byl vyvěšen filmový plakát. Nedaleko se nachází další lokalita z filmu - zelinářství pana Collignona na Rue des Trois Frères. Krátce po natočení filmu změnil v roce 2002 podnik majitele, který nechal trafiku uvnitř restaurace, ve které pracovala Georgetta (Isabelle Nanty), uzavřít a restauraci rozšířit.
Podnik byl otevřen již na počátku 20. století, ale své současné jméno získal až v 50. letech. Zapsán byl do obchodního rejstříku v roce 1964. Současným majitelem je Marc Fougedoire. Restaurace sloužila už před Amélií k natočení dvou jiných filmů.
Další kuriózní zajímavost se udála v létě 2024. Během olympijského závodu cyklistů si totiž do restaurace odskočil na záchod německý cyklista Nils Politt.